# Apocephalus cinereus
Apocephalus cinereus är en tvåvingeart som beskrevs av Brown 2002. Apocephalus cinereus ingår i släktet Apocephalus och familjen puckelflugor. Inga underarter finns listade i Catalogue of Life.